# Pytalovo

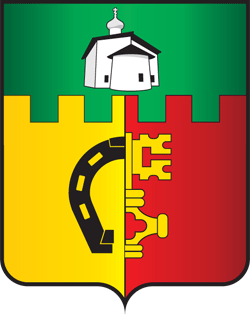
Stadens vapen.

Pytalovo (ryska: Пыта́лово; tyska: Neu-Lettgallen; lettiska Pitalova, Abrene) är en stad i Pskov oblast, Ryssland. Invånarantalet låg på 5 424 i början av 2015.